# 因提夫二世
因提夫二世（Intef II）埃及第十一王朝（约公元2081年∼约公元前1939年）第三代國王。在其長久的統治時期，曾與埃及第九和第十王朝中埃及和下埃及（即埃及北部）的統治者赫拉克来俄波利斯人(Heracleopolitan)的同盟者進行戰爭，並獲得勝利。通过征服提尼斯和阿比多斯所在的上埃及地区，将西班的影响扩大到艾斯尤特地区。据其墓葬出土铭文所示，在他统治的第五十年北部边界在卡奥艾尔凯比尔（Qauel—Kebir）的上埃及第十省处。他的反对者包括艾斯尤特的省长们，他们是埃拉克雷奥波利斯政权的盟友。他的陵墓位于西班大墓以北，被称为萨夫（Staff Tomb）古墓，因其宏伟的正门处有一排柱子。（阿拉伯语“萨夫”即指“柱子”）